# Mimoropica papuana
Mimoropica papuana är en skalbaggsart som beskrevs av Stefan von Breuning 1961. Mimoropica papuana ingår i släktet Mimoropica och familjen långhorningar. Inga underarter finns listade i Catalogue of Life.